# Józef Bellert

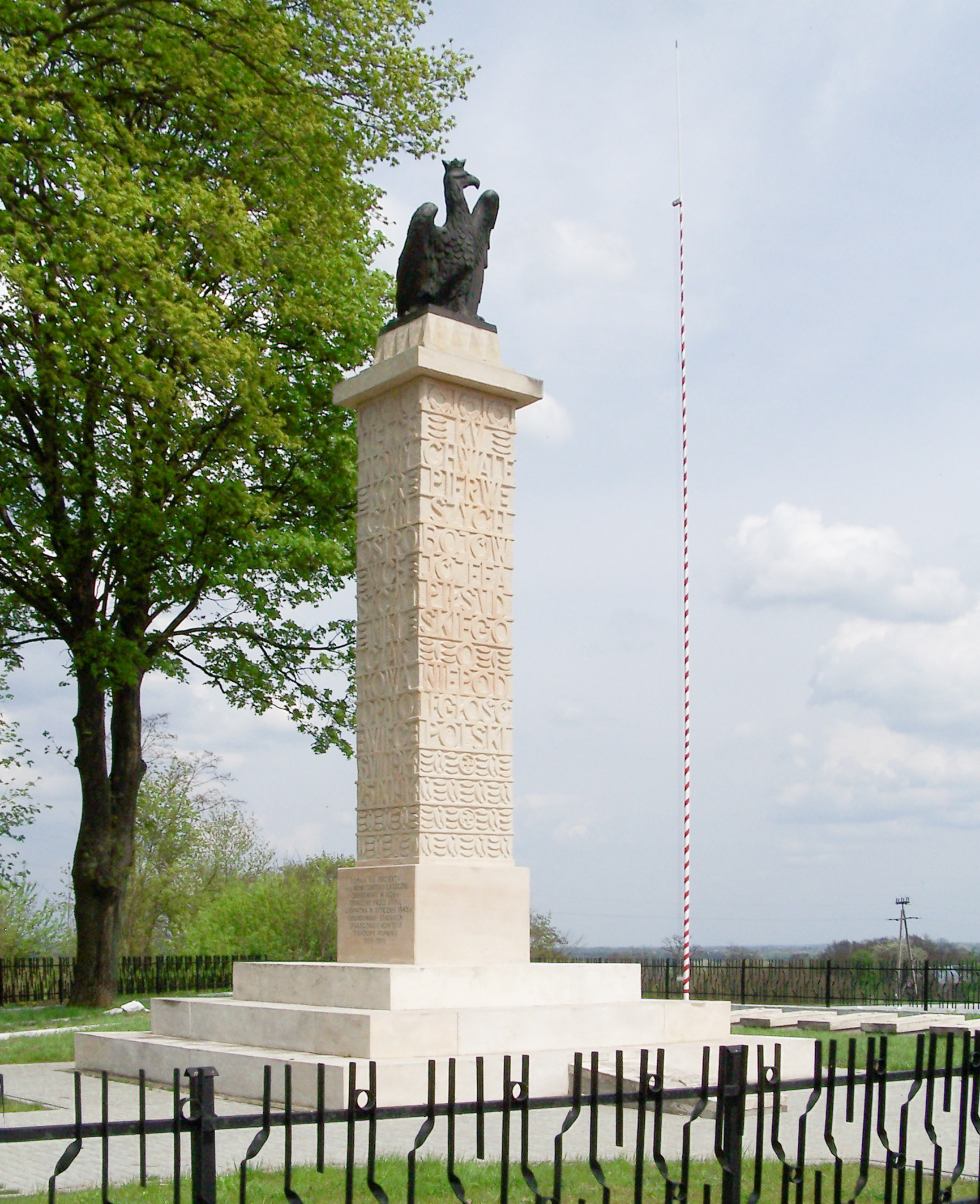
Pomnik „Ku chwale pierwszych bojów Józefa Piłsudskiego o niepodległość Polski” w Czarkowach, inicjatorem jego budowy był Józef Bellert

Józef Stanisław Ferdynand Bellert (ur. 19 marca 1887 w Samsonowie, zm. 25 kwietnia 1970 w Warszawie) – polski lekarz, żołnierz I Brygady Legionów.

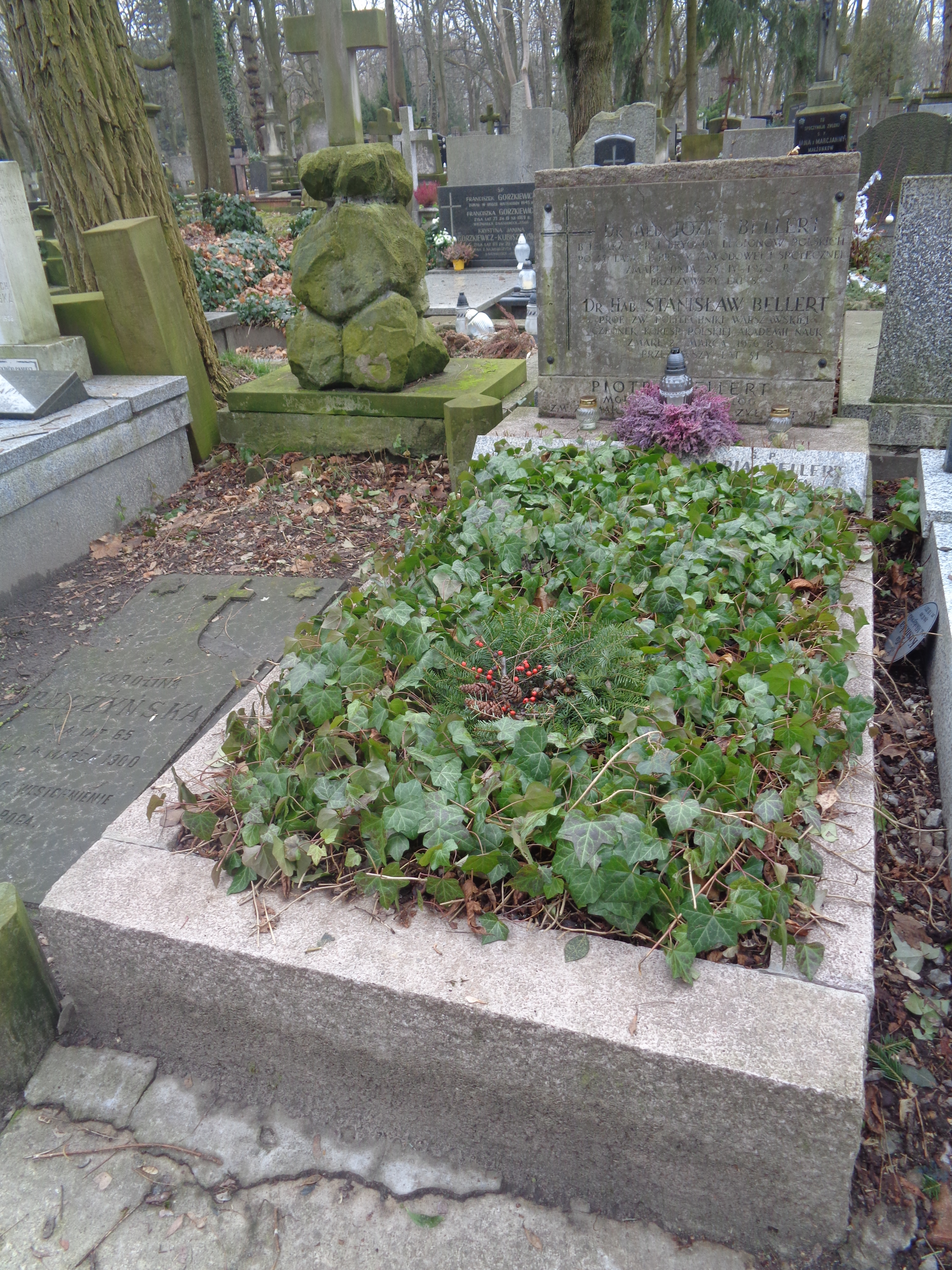
Grób Józefa Bellerta na Starych Powązkach w Warszawie

## Życiorys
Był synem Aleksandra Bellerta (zm. 1890), oficera wojska carskiego oraz Jadwigi z domu Zarębskiej. Miał starszą siostrę Helenę Arkadię (ur. 1886) i młodszego brata Piotra (1888–1979) oraz przyrodnie rodzeństwo z poprzedniego małżeństwa ojca. Kiedy Józef miał trzy lata, zmarł jego ojciec Aleksander, od tej pory Jadwiga wychowywała dzieci samotnie. Rodzina utrzymywała się z pracy matki na plebanii u proboszcza. 
Uczył się w gimnazjum w Kielcach, skąd został relegowany za udział w strajku szkolnym w 1905. Naukę kontynuował w Sankt Petersburgu, po złożeniu egzaminu dojrzałości przeniósł się do Krakowa, gdzie rozpoczął studia na Wydziale Medycznym Uniwersytetu Jagiellońskiego. W uznaniu osiągnięć w nauce otrzymał stypendium Krakowskiej Akademii Umiejętności, podczas studiów wstąpił do Związku Walki Czynnej i Związku Strzeleckiego. Po wybuchu I wojny światowej 3 sierpnia 1914 zgłosił się ochotniczo w oddziale strzelców Józefa Piłsudskiego, otrzymał szarżę sierżanta i przydział do batalionu I Brygady Legionów Polskich. W 1915 urlopowany uzyskał dyplom lekarza, dzięki czemu w czerwcu 1916 został komendantem szpitala w Radomiu, następnie w Kielcach, gdzie równolegle zasiadał w komisji uzupełnień wojskowych. Po kryzysie przysięgowym posiadając stopień porucznika został przeniesiony do rezerwy i objął funkcję lekarza miejskiego w Chęcinach, równocześnie działał w konspiracyjnej Polskiej Organizacji Wojskowej.
Odwołany z rezerwy w lipcu 1920 został mianowany ordynatorem Oddziału Chirurgicznego Szpitala Okręgowego w Kielcach. W 1921 powrócił na wcześniej zajmowane stanowisko w Chęcinach, od 1925 był dyrektorem szpitala św. Juliana w Pińczowie. Działał w Związku Legionistów Polskich, Związku Oficerów Rezerwy RP i Polskim Towarzystwie Lekarskim. Jako prezes pińczowskiego oddziału Związku Strzeleckiego był współinicjatorem budowy cmentarza i Pomnika Czynu Legionowego w Czarkowach, który odsłonięto w 1928. W 1930 zainicjował budowę powszechnej szkoły ślusarsko-mechanicznej w Winiarach, jej uruchomienie przerwał wybuch II wojny światowej. W latach 30. XX wieku przeniósł się do Warszawy, gdzie został zastępcą lekarza naczelnego ZUS. Podczas kampanii wrześniowej w 1939 był ordynatorem szpitala polowego nr 202. Po wybuchu powstania warszawskiego kierował szpitalem powstańczym przy ulicy Jaworzyńskiej 2. Po zakończeniu wyjechał z rannymi, których ewakuowano do szpitala przy ulicy Grzegórzeckiej w Krakowie.
W 1945 jako Naczelny Lekarz PCK zorganizował 38-osobowy ochotniczy oddział ratowniczy niosący pomoc dla pozostałych przy życiu więźniów obozu Auschwitz-Birkenau, zorganizował szpital dla 4800 chorych, którym kierował od 5 lutego do jego rozwiązania 1 października 1945. Następnie pełnił funkcję dyrektora szpitala św. Łazarza oraz lekarza orzekającego w Wojewódzkiej Komisji Lekarsko-Społecznej, od 1951 pracował w III Dzielnicowej Przychodni dla Dzielnicy Kleparz w Krakowie. Na emeryturę przeszedł w wieku 82 lat.
Zmarł 25 kwietnia 1970 podczas pobytu w Warszawie. Pochowany na Starych Powazkach w Warszawie (kwatera 259-3-18.

## Ordery i odznaczenia
- Krzyż Oficerski Orderu Odrodzenia Polski (10 listopada 1928)[19]
- Złoty Krzyż Zasługi (trzykrotnie[14]: po raz pierwszy 11 listopada 1936[20])
- Odznaka honorowa „Za Wzorową Pracę w Służbie Zdrowia”[14]

## Upamiętnienie
Józef Bellert jest patronem ulicy w Krakowie-Podgórzu.